# Carp
En tetràpodes, el carp (del llatí carpus, i aquest de l'idioma grec καρπός, 'fruit') és el conjunt de vuit ossos (ossos carpians) que formen l'esquelet del puny. Els ossos del carp no pertanyen a cap dit de la mà en particular (o del peu en quadrúpedes), a diferència del metacarp. La part corresponent en el peu és el tars. En crustacis, el "carp" és el nom científic de les pinces presents en algunes potes. En alguns macropòdids, l'os escafoide i el semilunar estan fusionats formant l'os escafolunar.
Característiques comunes dels ossos del carp: pràcticament cada os presenta sis (6) cares. D'aquestes cares, l'anterior i la posterior són rugoses per permetre la inserció dels lligaments; la cara dorsal és més ample, excepte en el semilunar. La cara proximal i la distal són superfícies articulars, la superior generalment convexa, i la inferior còncava; les cares medial i lateral també són articulars, i estan en contacte amb els ossos del voltant, encara que són rugoses.
| Fila     | Nom           | Articulacions proximals/radials         | Articulacions distals              | Articulacions metacarpianes |
| Proximal | Escafoide     | radi, semilunar                         | trapezi, trapezoide, gran del carp | -                           |
| Proximal | Semilunar     | radi, escafoide, piramidal              | gran del carp, ganxut              | -                           |
| Proximal | Piramidal     | semilunar, pisiforme (però no el cúbit) | ganxut                             | -                           |
| Proximal | Pisiforme     | piramidal                               | -                                  | -                           |
| Distal   | Trapezi       | escafoide                               | trapezoide                         | #1 i #2                     |
| Distal   | Trapezoide    | escafoide                               | trapezi, gran del carp             | #2                          |
| Distal   | Gran del carp | escafoide, semilunar                    | trapezoide, ganxut                 | #2, #3 i #4                 |
| Distal   | Ganxut        | piramidal, semilunar                    | gran del carp                      | #4 i #5                     |

## Imatges

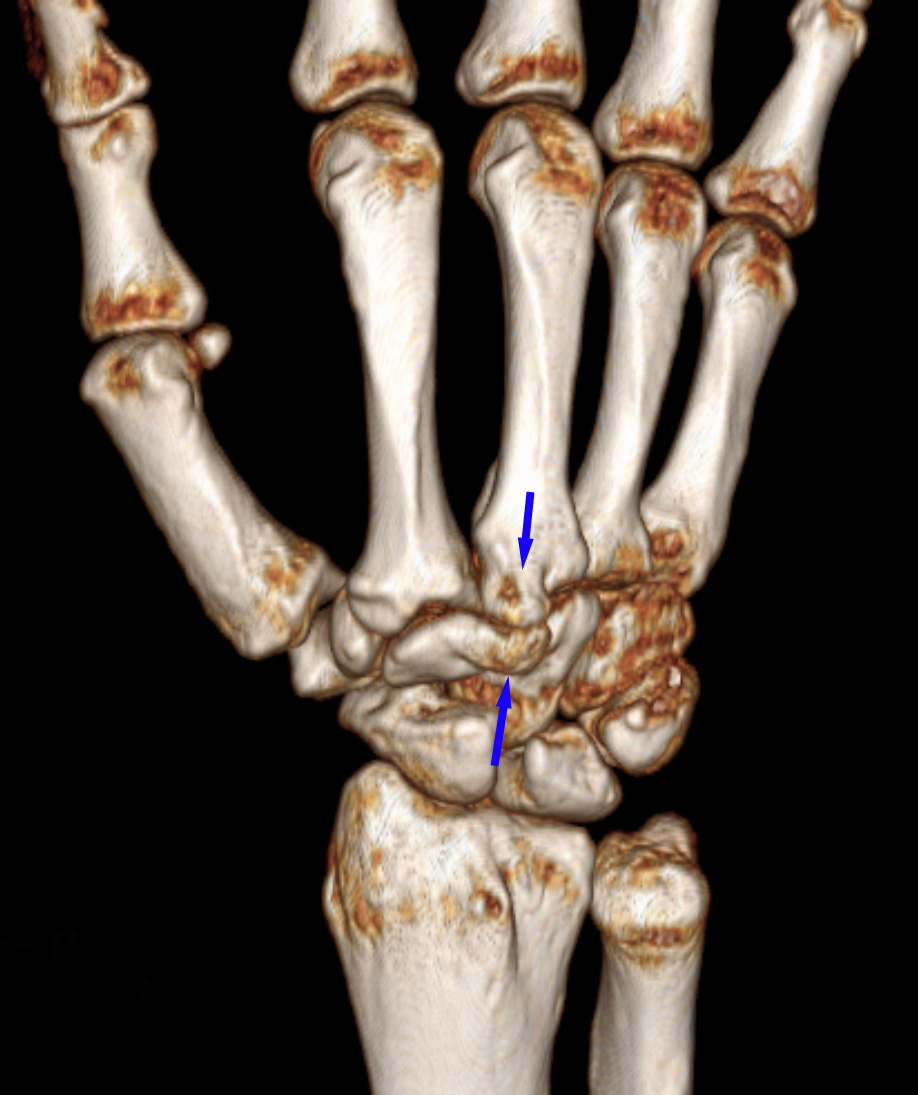
Reconstrucció tridimensional per CT, dels ossos del carp.
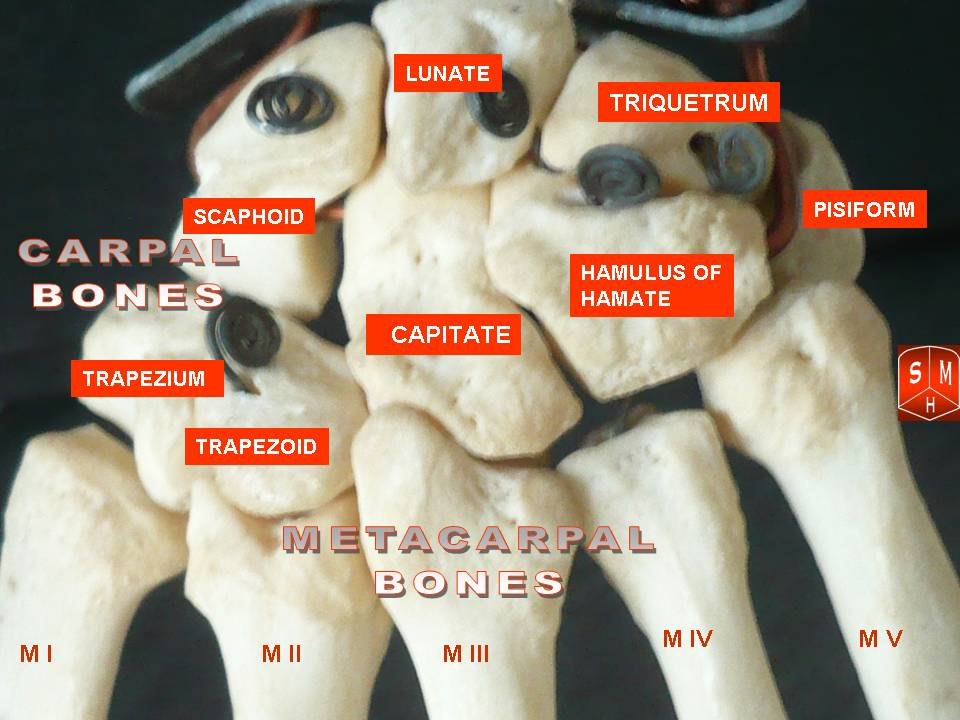
Ossos del canell.
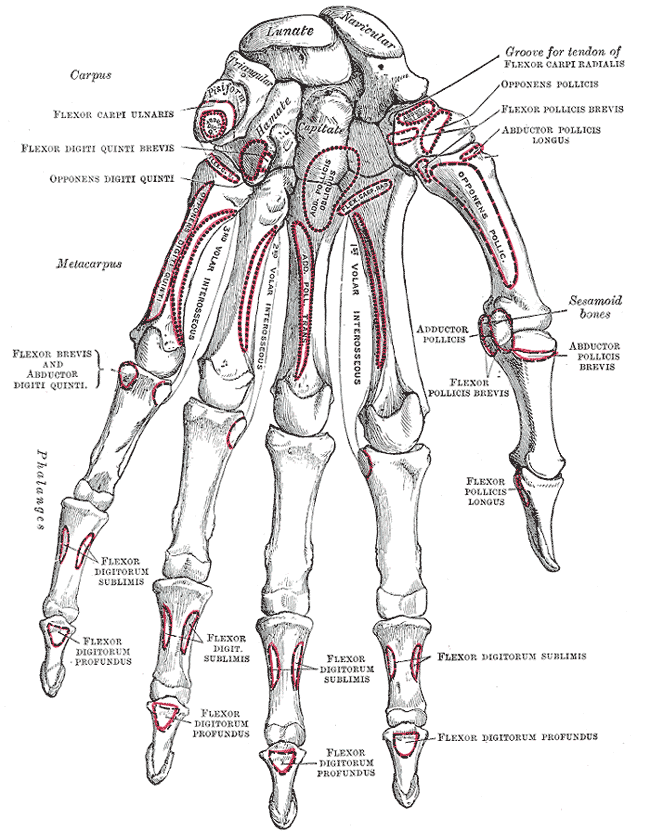
Ossos de la mà esquerra. Cara palmar.
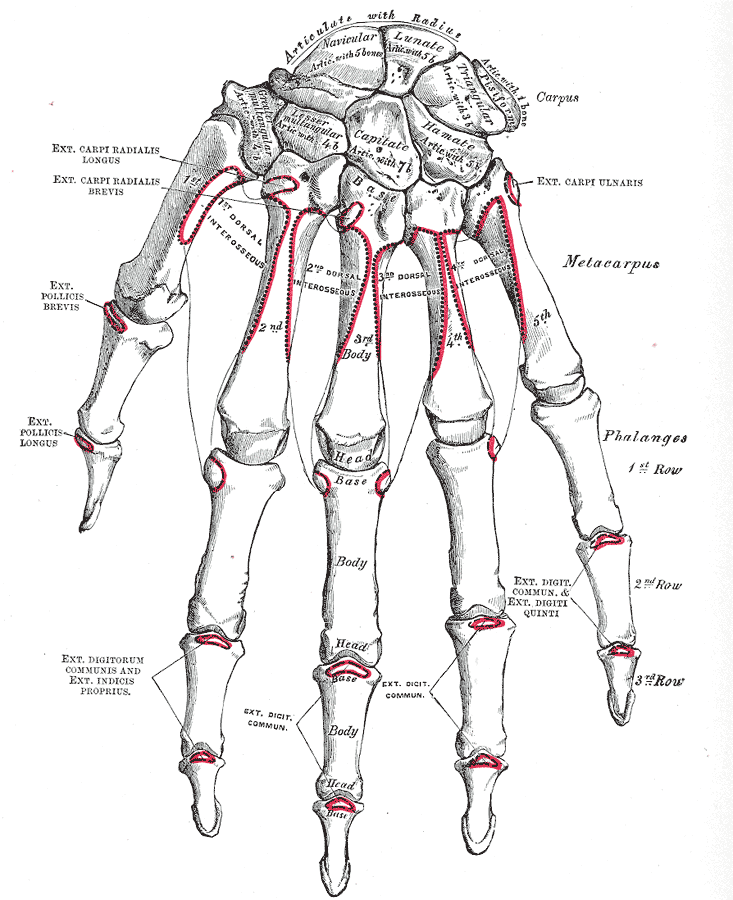
Ossos de la mà esquerra. Cara dorsal.